# Frederik Schandorff
Pas d'image ? Cliquez ici
Frederik Schandorff, né le 26 décembre 1996 à Djursland aux Danemark, est un pilote automobile danois. Il participe à des épreuves d'endurance aux mains de voitures de Grand tourisme dans des championnats tels que le WeatherTech SportsCar Championship, l'European Le Mans Series, le GT World Challenge Europe Endurance Cup et l'International GT Open.

## Palmarès

### Résultats aux24 Heures de Daytona
| Année | Écurie                                   | Copilotes                                 | Voiture          | Classe | Tours | Pos. | Class Pos. |
| ----- | ---------------------------------------- | ----------------------------------------- | ---------------- | ------ | ----- | ---- | ---------- |
| 2022  | Inception Racing avec Optimum Motorsport | Brendan Iribe Ollie Millroy Jordan Pepper | McLaren 720S GT3 | GTD    | 705   | 27e  | 5e         |

### Résultats enWeatherTech SportsCar Championship
| Année | Écurie                                   | Châssis          | Moteur                          | Classe | 1   | 2   | 3     | 4   | 5   | 6   | 7   | 8   | 9   | 10  | 11  | 12  | 13     | Position | Points |
| ----- | ---------------------------------------- | ---------------- | ------------------------------- | ------ | --- | --- | ----- | --- | --- | --- | --- | --- | --- | --- | --- | --- | ------ | -------- | ------ |
| 2021  | Inception Racing avec Optimum Motorsport | McLaren 720S GT3 | McLaren M840T 4,0 l V8 Bi-Turbo | GTD    | DAY | DAY | SEB   | MOH | BEL | WGL | WGL | LIM | ELK | LGA | LBH | VIR | ATL 12 | 209      | 63e    |
| 2021  | Inception Racing avec Optimum Motorsport | McLaren 720S GT3 | McLaren M840T 4,0 l V8 Bi-Turbo | GTD    | Q   | R   | SEB   | MOH | BEL | WGL | WGL | LIM | ELK | LGA | LBH | VIR | ATL 12 | 209      | 63e    |
| 2022  | Inception Racing avec Optimum Motorsport | McLaren 720S GT3 | McLaren M840T 4,0 l V8 Bi-Turbo | GTD    | DAY | DAY | SEB 5 | LBH | LGA | MOH | BEL | WGL | MOS | LIM | ELK | VIR | ATL    | *        | 0*     |
| 2022  | Inception Racing avec Optimum Motorsport | McLaren 720S GT3 | McLaren M840T 4,0 l V8 Bi-Turbo | GTD    | Q 7 | R 5 | SEB 5 | LBH | LGA | MOH | BEL | WGL | MOS | LIM | ELK | VIR | ATL    | *        | 0*     |

* Saison en cours.

### Résultats enEuropean Le Mans Series
| Année | Écurie         | Voiture         | Moteur                        | Classe | 1   | 2   | 3   | 4   | 5   | 6   | Total | Pos. |
| ----- | -------------- | --------------- | ----------------------------- | ------ | --- | --- | --- | --- | --- | --- | ----- | ---- |
| 2022  | Car Guy Racing | Ferrari 488 GTE | Ferrari F154CB 3,9 l V8 Turbo | LMGTE  | LEC | IMO | MON | BAR | SPA | POR | *     | *    |

* Saison en cours.